# Johann Baptist Dietz
Pour les articles homonymes, voir Dietz.
Johann Baptist Dietz (né le 30 janvier 1879 à Birkach, près d'Ebensfeld, et mort le 10 décembre 1959 à Fulda) est un ecclésiastique catholique allemand qui fut évêque de Fulda de 1939 à 1958.

## Biographie
Johann Baptist Dietz étudie la théologie à Rome au Germanicum et à la Grégorienne. Il est ordonné prêtre le 28 octobre 1905 à Bamberg. Il poursuit ses études à l'université de Leipzig tout en étant vicaire de paroisse. En 1912, Mgr von Hauck le nomme régent du séminaire de Bamberg. C'est sous sa direction qu'un nouveau séminaire avec un nouveau programme voit le jour en 1927.
Il est nommé par le pape Pie XI évêque titulaire d'Ionopolis (de) et évêque coadjuteur de Fulda, le 25 juillet 1936. Il est consacré évêque le 27 septembre suivant par l'archevêque de Bamberg, Mgr von Hauck. Les coconsécrateurs sont Mgr Matthias Ehrenfried, évêque de Wurtzbourg  et Mgr Joseph Otto Kolb, évêque auxiliaire de Bamberg. 

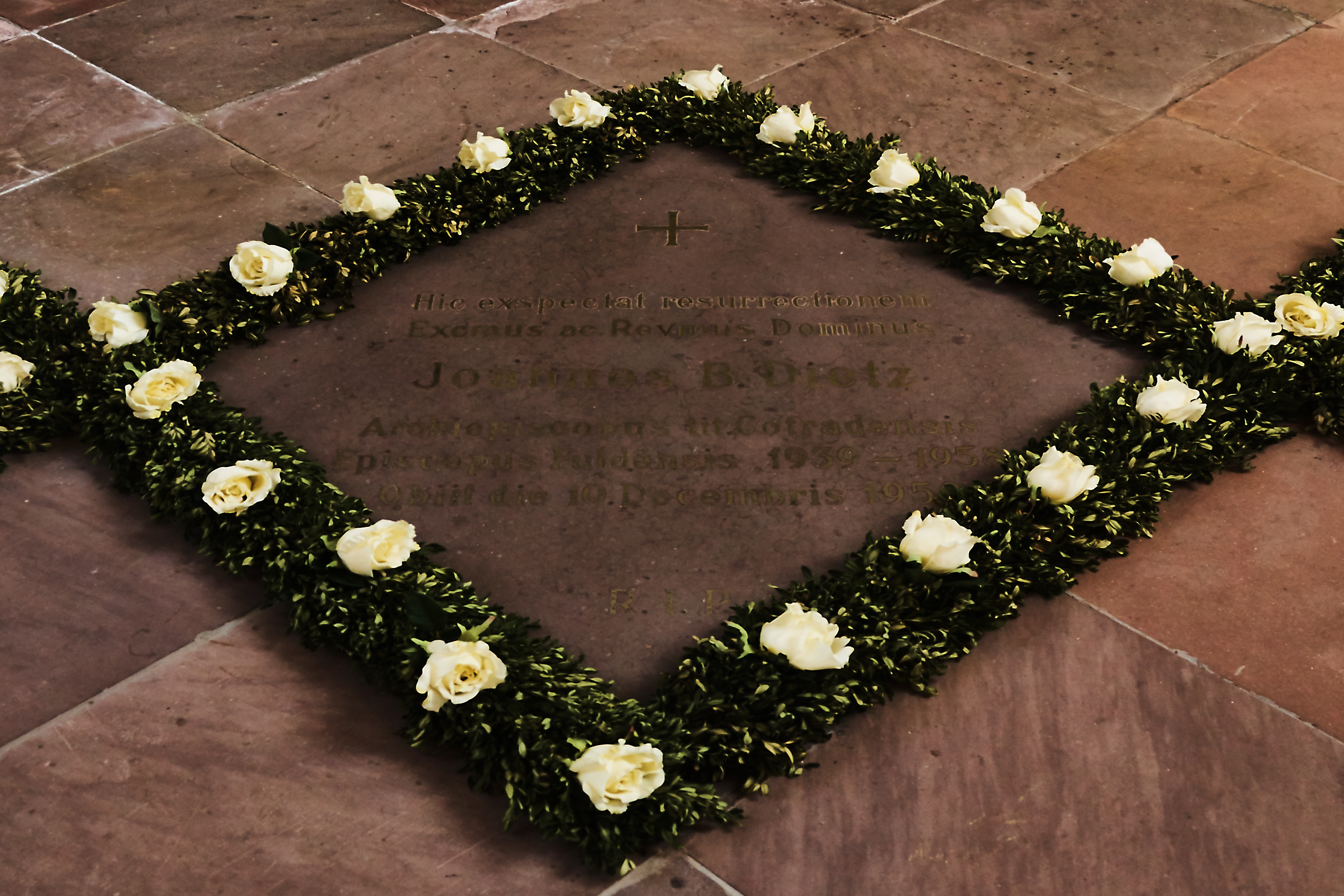
Tombe de Mgr Dietz dans la cathédrale de Fulda.

Lorsque Mgr Joseph Damian Schmitt (de) meurt le 10 avril 1939, Johann Dietz prend sa succession à la tête du diocèse de Fulda. Quelques mois plus tard, la Seconde Guerre mondiale éclate. Les écoles et les associations catholiques du diocèse, comme dans tout le pays, subissent des interdictions ou de fortes restrictions. Les mouvements de jeunesse catholiques sont interdits. Mgr Dietz élargit son influence au-delà du diocèse en tant que représentant de la conférence des évêques pour la pastorale des hommes. Il est donc en contact étroit avec des groupes d'opposants au régime national-socialiste. En 1940, il est nommé visiteur pontifical de toutes les écoles supérieures de théologie et de tous les séminaires de congrégation en Allemagne.
Le 2 octobre 1958, le pape Pie XII accepte sa démission pour lui permettre de prendre sa retraite et il est nommé évêque titulaire (in partibus) pro hac vice de Cotrada (de).  
Johann Baptist Dietz meurt le 10 décembre 1959 à Fulda. Il est inhumé dans la chapelle Saint-Jean de la cathédrale de Fulda. Il laisse le souvenir d'un évêque qui s'est opposé dans la mesure du possible à l'emprise du national-socialisme sur son pays, qui a dû faire face aux ravages de la Seconde Guerre mondiale et à la partition de l'Allemagne et donc de son diocèse de Fulda partagé entre le territoire de la République fédérale d'Allemagne et celui de la République démocratique allemande.
Sa devise était Agno Immaculato, en référence à la parole de Jean le Baptiste, son saint patron de baptême.

## Source de la traduction
- (de) Cet article est partiellement ou en totalité issu de l’article de Wikipédia en allemand intitulé « Johann Baptist Dietz » (voir la liste des auteurs).